# Cauvicourt
Cauvicourt é uma comuna francesa na região administrativa da Normandia, no departamento Calvados. Estende-se por uma área de 9,56 km². Em 2010 a comuna tinha 520 habitantes (densidade: 54,4 hab./km²).